# Piano fondamentale delle galassie ellittiche
Il piano fondamentale delle galassie ellittiche è una relazione empirica fra tre quantità osservabili che caratterizzano la struttura di suddette galassie: la dispersione di velocità, il raggio efficace e la brillanza di superficie entro tale raggio.
Le osservazioni di Djorgovski e Davis (1987) di galassie ellittiche evidenziarono la presenza di una distribuzione speciale all'interno di uno spazio tridimensionale i cui assi sono quelli sopracitati. La presenza di questo piano, chiamato Piano Fondamentale (PF), è di grande importanza per lo studio delle proprietà cinematiche e dinamiche delle ellittiche e può essere paragonato in un qualche modo al diagramma HR per le stelle. Si tratta infatti di una varietà bidimensionale in uno spazio tridimensionale, mentre il diagramma HR è una varietà unidimensionale in uno spazio bidimensionale. È importante sottolineare il fatto che il PF, inizialmente adottato per le ellittiche, vale anche per le galassie a spirale, anche se queste popolano il proprio PF leggermente spostate rispetto alle ellittiche, ma in generale per qualunque sistema autogravitante virializzato, in accordo con quanto trovato da Burstein et al. (metapiano cosmico).

## Definizione delle grandezze osservabili rilevanti
- La dispersione di velocità

Sulla base dell'allargamento Doppler delle righe spettrali che si riscontra nell'osservazione della regione centrale delle galassie ellittiche è possibile ricostruire la dispersione di velocità della componente stellare.
Tale dispersione di velocità viene indicata in genere con {\displaystyle \sigma _{0}}.
- Il raggio efficace

Questo osservabile {\displaystyle R_{e}} è invece definito per via fotometrica.
Esso è definito in modo tale che una circonferenza di raggio {\displaystyle R_{e}} racchiuda una zona che emette una potenza luminosa pari a metà di quella emessa dall'intera galassia.
- La brillanza di superficie

Essa è semplicemente, la potenza emessa dalla galassia entro un raggio dato, ad esempio entro il raggio efficace.
Piccole variazioni delle definizioni di queste grandezze, così come le differenze tra gli apparati osservativi, non incrinano la validità del piano efficace, che si mantiene estremamente robusto contro tali perturbazioni.

## Espressione matematica
Le quantità definite in precedenza sono collegate dalla relazione, che appunto prende il nome di piano fondamentale:
{\displaystyle {R_{e}}\propto {\sigma _{0}}^{\beta }\cdot {I_{e}}^{\gamma }}
Prendendo il logaritmo della relazione precedente si ottiene una relazione lineare tra i logaritmi di {\displaystyle R_{e}}, {\displaystyle \sigma _{0}}, {\displaystyle L}, che geometricamente si rappresenta come un piano.
Le galassie più grandi hanno una luminosità superficiale efficace inferiore. Questo può essere espresso matematicamente da:
{\displaystyle R_{e}\propto \langle I\rangle _{e}^{-0.83\pm 0.08}}
dove {\displaystyle R_{e}} è il raggio efficace, {\displaystyle \langle I\rangle _{e}} è la luminosità superficiale media all'interno di {\displaystyle R_{e}}.

## Caratteristiche del PF
Andando ad analizzare il PF (ad esempio in banda B), si possono notare diverse caratteristiche. Innanzitutto è importante sottolineare il fatto che nei piani coniugati, si possono ritrovare le relazioni di scala per le ellittiche: sul piano brillanza superficiale contro dispersione di velocità c'è la relazione di Faber-Jackson; sul piano raggio efficace contro brillanza superficiale c'è la relazione di Kormendy. Le altre caratteristiche evidenti del piano sono:
- Il Tilt

Se si osserva il PF di taglio, ovvero sugli assi {\displaystyle M} contro {\displaystyle M/L}, si nota come il piano sia inclinato e non perfettamente orizzontale. Questo è dovuto al fatto che il rapporto {\displaystyle M/L} non è costante con la massa, ma aumenta in proporzione ad essa. È una conseguenza della presenza della materia oscura che influisce gravitazionalmente sulla componente luminosa (ovvero stelle e gas interstellare osservati).
- La tightness

Ovvero la strettezza del piano; si ha in particolare sull'asse che misura il rapporto {\displaystyle M/L} e si osserva una bassissima dispersione dei dati, pari a circa lo 0.05%.
- La ZOE

La ZOE, dall'inglese Zone Of Exclusion, è dovuta al fatto che una porzione del piano non viene popolata dalle ellittiche. Questo è indice del fatto che la massima densità di luminosità per i sistemi stellari è proporzionale a {\displaystyle M^{4/3}}.

## Spiegazione del PF
Viste le caratteristiche del PF, la domanda che naturalmente ci si pone è: come rendere conto con la teoria del PF osservato? Bisogna trovare una teoria che sia in grado di descrivere correttamente le proprietà del PF e che debba rendere conto delle osservazioni. Viene naturale pensare di poter applicare il teorema del viriale il quale asserisce che, detta {\displaystyle T} l'energia cinetica e {\displaystyle \Omega } l'energia potenziale (in questo caso gravitazionale), si ha {\displaystyle 2T=-\Omega }. Applicando dunque questo teorema si perviene ad un'equazione come quella indicata nella sezione precedente. Tuttavia la teoria fornisce dei valori degli esponenti per la {\displaystyle \sigma _{0}} e per la {\displaystyle L} che non concordano con quelli che si trovano per via osservativa. Inoltre questo metodo non spiega la caratteristica fondamentale del PF, ovvero il tilt. Infatti, nella trattazione del viriale, si suppone implicitamente che tutta la massa luminosa sia anche quella che interviene nel potenziale gravitazionale. Questo conduce all'assunzione errata che il rapporto {\displaystyle M/L} resti costante da galassia in galassia. 

Le osservazioni delle curve di rotazione della galassie spirali hanno dimostrato l'esistenza della materia oscura (DM), la quale agisce gravitazionalmente sulla componente luminosa (B). Anche nel caso delle ellittiche è presente questa DM, e lo si vede, ad esempio, dal tilt del PF. Bisogna dunque modificare la teoria in modo da includere entrambe le componenti, quella oscura e quella luminosa. Per farlo ci si serve di un teorema del Viriale in qualche modo generalizzato: esso prende il nome di teorema del Viriale in forma tensoriale e si basa sulla trattazione di un fluido non collisionale, come d'altra parte è la DM. Partendo dall'equazione di Boltzmann si arriva ad un'espressione del Viriale che è in grado di tenere conto delle componenti DM e B e della loro mutua interazione gravitazionale. In questo modo è possibile modellare queste due componenti e si può dimostrare che esiste una configurazione speciale per la distribuzione della B all'interno del potenziale formato dalla DM. Questa configurazione speciale si trova imponendo l'equipartizione dell'energia tra il potenziale della B, dovuto alla sua autogravità, e al potenziale della forza mareale risentita da B esercitata dalla componente oscura DM. 

L'equazione del PF che si ottiene dipende solamente dalla distribuzione della componente DM. Detto {\displaystyle d} il parametro che esprime questa distribuzione, se {\displaystyle d=0.5}, allora gli esponenti discussi in precedenza concordano pienamente con i risultati osservativi e così avviene anche per il tilt. 

Nonostante questi apparenti successi, rimangono ancora da spiegare varie cose, una su tutte il perché le galassie si distribuiscono sul PF in quel modo e a questa è connessa anche la loro formazione.

## Galassie ellittiche nane diffuse
Nel 1987, Kormendy ha mostrato che le galassie ellittiche nane diffuse non giacciono sul piano fondamentale. Nel 1991, Gudehus ha mostrato che le galassie con luminosità superiore a {\displaystyle M_{V}=-23.04} giacciono su un paiano, mentre quelle meno luminose, {\displaystyle M'}, giacciono su un altro piano. I due piani sono inclinati di circa 11 gradi.